# Campeonato Europeo de Judo de 1998
El XLVI Campeonato Europeo de Judo se celebró en Oviedo (España) entre el 14 y el 17 de mayo de 1998 bajo la organización de la Unión Europea de Judo (EJU) y la Real Federación Española de Judo. 
Las competiciones se realizaron en el Palacio de Deportes de la capital asturiana.

## Medallistas

### Masculino
| Evento            | Oro                          | Plata                         | Bronce                                                              |
| ----------------- | ---------------------------- | ----------------------------- | ------------------------------------------------------------------- |
| –60 kg            | Nestor Jerguiani Georgia     | Ruslan Mirzaliyev · Ucrania   | Óscar Peñas García · España · Rashad Mammadov · Bielorrusia         |
| –66 kg            | Larbi Benboudaoud Francia    | Islam Matsiev · Rusia         | Patrick van Kalken · Países Bajos · Guiorgui Revazishvili · Georgia |
| –73 kg            | Giuseppe Maddaloni · Italia  | Andrei Golban Moldavia        | Ilia Chimchiuri · Ucrania · Rafał Kozielewski · Polonia             |
| –81 kg            | Bertalan Hajtós · Hungría    | Mehman Əzizov Azerbaiyán      | Dirk Radszat · Alemania · Iraklı Uznadze · Turquía                  |
| –90 kg            | Mark Huizinga · Países Bajos | Marko Spittka · Alemania      | Vincenzo Carabetta · Francia · Dmitri Morozov · Rusia               |
| –100 kg           | Daniel Gürschner · Alemania  | Radu Ivan · Rumania           | Yuri Stiopkin · Rusia · Ben Sonnemans · Países Bajos                |
| +100 kg           | Tamerlan Tmenov · Rusia      | Rafał Kubacki · Polonia       | Selim Tataroğlu · Turquía · Imre Csősz · Hungría                    |
| Categoría abierta | Selim Tataroğlu Turquía      | Harry Van Barneveld · Bélgica | Dennis van der Geest · Países Bajos · Indrek Pertelson · Estonia    |

### Femenino
| Evento            | Oro                                 | Plata                               | Bronce                                                               |
| ----------------- | ----------------------------------- | ----------------------------------- | -------------------------------------------------------------------- |
| –48 kg            | Sarah Nichilo-Rosso Francia         | Tatiana Kuvshinova · Rusia          | Yolanda Soler Grajera · España · Jolanta Wojnarowicz · Polonia       |
| –52 kg            | Raffaella Imbriani · Alemania       | Georgina Singleton Reino Unido      | Marie-Claire Restoux · Francia · Isabelle Schmutz · Suiza            |
| –57 kg            | Isabel Fernández Gutiérrez · España | Deborah Allan Reino Unido           | Deborah Gravenstijn · Países Bajos · Magali Baton · Francia          |
| –63 kg            | Gella Vandecaveye · Bélgica         | Sara Álvarez Menéndez · España      | Radka Štusáková · República Checa · Nancy van Stokkum · Países Bajos |
| –70 kg            | Ulla Werbrouck · Bélgica            | Karin Kienhuis · Países Bajos       | Kate Howey · Reino Unido · Ylenia Scapin · Italia                    |
| –78 kg            | Esther San Miguel · España          | Céline Lebrun Francia               | Uta Kühnen · Alemania · Chloe Cowen · Reino Unido                    |
| +78 kg            | Karina Bryant Reino Unido           | Raquel Barrientos Espinosa · España | Sandra Köppen · Alemania · Christine Cicot · Francia                 |
| Categoría abierta | Françoise Harteveld · Países Bajos  | Beata Maksymow · Polonia            | Irina Rodina · Rusia · Katja Gerber · Alemania                       |

## Medallero
| Núm. | País            | Oro | Plata | Bronce | Total |
| ---- | --------------- | --- | ----- | ------ | ----- |
| 1    | España          | 2   | 2     | 2      | 6     |
| 2    | Países Bajos    | 2   | 1     | 5      | 8     |
| 3    | Alemania        | 2   | 1     | 4      | 7     |
| 3    | Francia         | 2   | 1     | 4      | 7     |
| 5    | Bélgica         | 2   | 1     | 0      | 3     |
| 6    | Rusia           | 1   | 2     | 3      | 6     |
| 7    | Reino Unido     | 1   | 2     | 2      | 5     |
| 8    | Turquía         | 1   | 0     | 2      | 3     |
| 9    | Georgia         | 1   | 0     | 1      | 2     |
| 9    | Hungría         | 1   | 0     | 1      | 2     |
| 9    | Italia          | 1   | 0     | 1      | 2     |
| 12   | Polonia         | 0   | 2     | 2      | 4     |
| 13   | Ucrania         | 0   | 1     | 1      | 2     |
| 14   | Azerbaiyán      | 0   | 1     | 0      | 1     |
| 14   | Moldavia        | 0   | 1     | 0      | 1     |
| 14   | Rumania         | 0   | 1     | 0      | 1     |
| 21   | Bielorrusia     | 0   | 0     | 1      | 1     |
| 21   | Estonia         | 0   | 0     | 1      | 1     |
| 21   | República Checa | 0   | 0     | 1      | 1     |
| 21   | Suiza           | 0   | 0     | 1      | 1     |
|      | TOTAL           | 16  | 16    | 32     | 64    |